# خوان کارلوس فوندا
خوان کارلوس فوندا (انگلیسی: Juan Carlos Fonda؛ زادهٔ ۱۵ اکتبر ۱۹۱۹ تاریخ مرگ 2004) بازیکن فوتبال اهل آرژانتین بود
وی همچنین در تیم ملی فوتبال آرژانتین بازی کرده‌است.